# Nowe Rowiska
Nowe Rowiska – wieś w Polsce położona w województwie łódzkim, w powiecie skierniewickim, w gminie Skierniewice.

## Historia
W latach 1975–1998 miejscowość administracyjnie należała do województwa skierniewickiego.